# Desechos (película)
Desechos es una película española grabada en 2010 y estrenada el 20 de julio de 2012 en España.

## Reparto
| Intérprete             | Personaje             |
| ---------------------- | --------------------- |
| Fernando Tejero        | Soto                  |
| Adrià Collado          | Marcelo               |
| Eric Francés           | Kiko                  |
| Guillermo Toledo       | Curro                 |
| Antonia San Juan       | Sonia                 |
| José Luis García Pérez | Basilio               |
| Fele Martínez          | Gigi                  |
| Rulo Pardo             | Cholo                 |
| Antonio Pagudo         | Talín                 |
| Raúl Peña              | García                |
| Ana Alonso             | Recepcionista         |
| Jean-Luc Ducasse       | Jefe Kiko             |
| Lucía Martínez         | Elena Sánchez Meñogil |
| María Moya             | Reportera TV          |
| Vicente Pizarro        | Mangui                |
| Jesús Rumbo            | Aspirante 1           |
| Nacho Plaza            | Aspirante 2           |
| José Antonio Romero    | Cliente bar           |